# Malaxis salazarii
Malaxis salazarii là một loài thực vật có hoa trong họ Lan. Loài này được Catling mô tả khoa học đầu tiên năm 1990.